# 國道23號 (芬蘭)
國道23號（芬蘭語：Valtatie 23）是一條芬蘭公路，呈東西走向。西起波里，東止於約恩蘇，全長517公里。
這條道路又稱為芬蘭湖路 (芬蘭語：Järvi-Suomen tie)，因為它途徑芬蘭湖區。